# 日本國鐵ED42型電力機車
ED42型電力機車（日语：ED42形電気機関車）是由日本國有鐵道的前身鐵道省所設計與使用的電力機車車型，適用於直流電的電氣化齒軌鐵路。過去主要運用在信越本線横川站與輕井澤站之間的齒軌鐵路，即位於碓冰峠一帶的超大坡度鐵路。1934年（昭和9年）至1948年（昭和23年）間，日立製作所、芝浦製作所、川崎車輛、三菱重工業、汽車製造等五家製造商共生產了28輛ED42型電力機車。其中，1933年（昭和8年）到1934年（昭和9年）首先製造了1至4號機車作為量產前的初步試驗參考（以下簡稱試驗機），1936年（昭和11年）後才開始正式量產5號與其後的機車（以下簡稱量產機）。1963年（昭和38年）9月30日，隨著横川與輕井澤間新建的黏著式鐵路區間開通，原來的齒軌鐵路區間便因其功能被新線取代而廢止。同年12月9日，ED42型電力機車全機廢車除籍。

## 構造
ED42型電力機車的設計，雖然外觀並不完全相同，但基本上沿襲了鐵道省於1926年（大正15年）從瑞士引進的ED41型電力機車。其車體為箱型，且前後都設有駕駛室。

### 設備與裝置
ED42型車身的前、中、後共設有三台MT27型牽引馬達。機車底部前、後的兩個轉向架上各有兩個軸，其軸間各安裝有一台牽引馬達，並通過連桿傳動兩個軸上的驅動輪。而第三台位於車體中央，用以傳動位於機車底部中軸線上與齒軌嚙合的兩組齒輪。而集電弓位在機車前側的車頂上，主要在停車場內調度時才會使用。由於機車運行速度不高，故使用的集電弓是PS11型衍生出的PS11B型。至於在齒軌鐵路區間行駛時則是由第三軌供電，所以在機車前、後側的左、右邊設有共四個集電靴。
制軔裝置方面，主要有空氣制軔、電阻制軔、手用動輪用制軔、齒軌齒輪用帶軔、空氣制軔電動機用帶軔。在後來的改造中，量產機為了配合再生制軔裝置的增設，改良了主電路的配置。而在戰前的性能測試中，ED42型實際安裝了挪用自EF11型的再生制軔裝置，但並沒有在試驗後對全機增設再生制軔裝置。1950年（昭和25年），應横川機關區的請求，挪用了EF11型的再生制軔零部件到三輛ED42型上進行試驗。其後便於1951年（昭和26年）開始對所有ED42型增設再生制軔，至1952年（昭和27年）中全機改造完成，全機搭載了再生制軔後，大大減低了各機車主電阻的發熱情況與損壞，在電力的花費上也減低了約三成左右。
而在控制裝置方面，與ED41型不同的是，由於並用電動、電磁空氣凸輪軸接觸器，使用的是電磁空氣單元開關式控制裝置。ED42型駕駛控制台上的主控制器除了有控制手柄和倒車制軔手柄外，還有齒軌電力機車獨有的，用於切換黏著運轉與齒條運轉、切換力行與電阻制軔的控制手柄。

### 型態分類
ED42型電力機車主要分成戰前型的1到 22號機車與戰時型的23到28號機車。其中，戰時型機車主要的設計更動有以下幾個項目。
- 車體外板薄板化[4]
- 窗角和側邊通風過濾器更動[4]
- 取消車頂監控器[4]

除以上兩大分類的機車有所不同之外，各機車其實還有一些較為細微的差異，如試驗機駕駛室一側的把手高度較低、側邊梯子的形狀也有些不同與18到24號機車駕駛室測後方的通風窗形狀較細等。

## 車輛保存

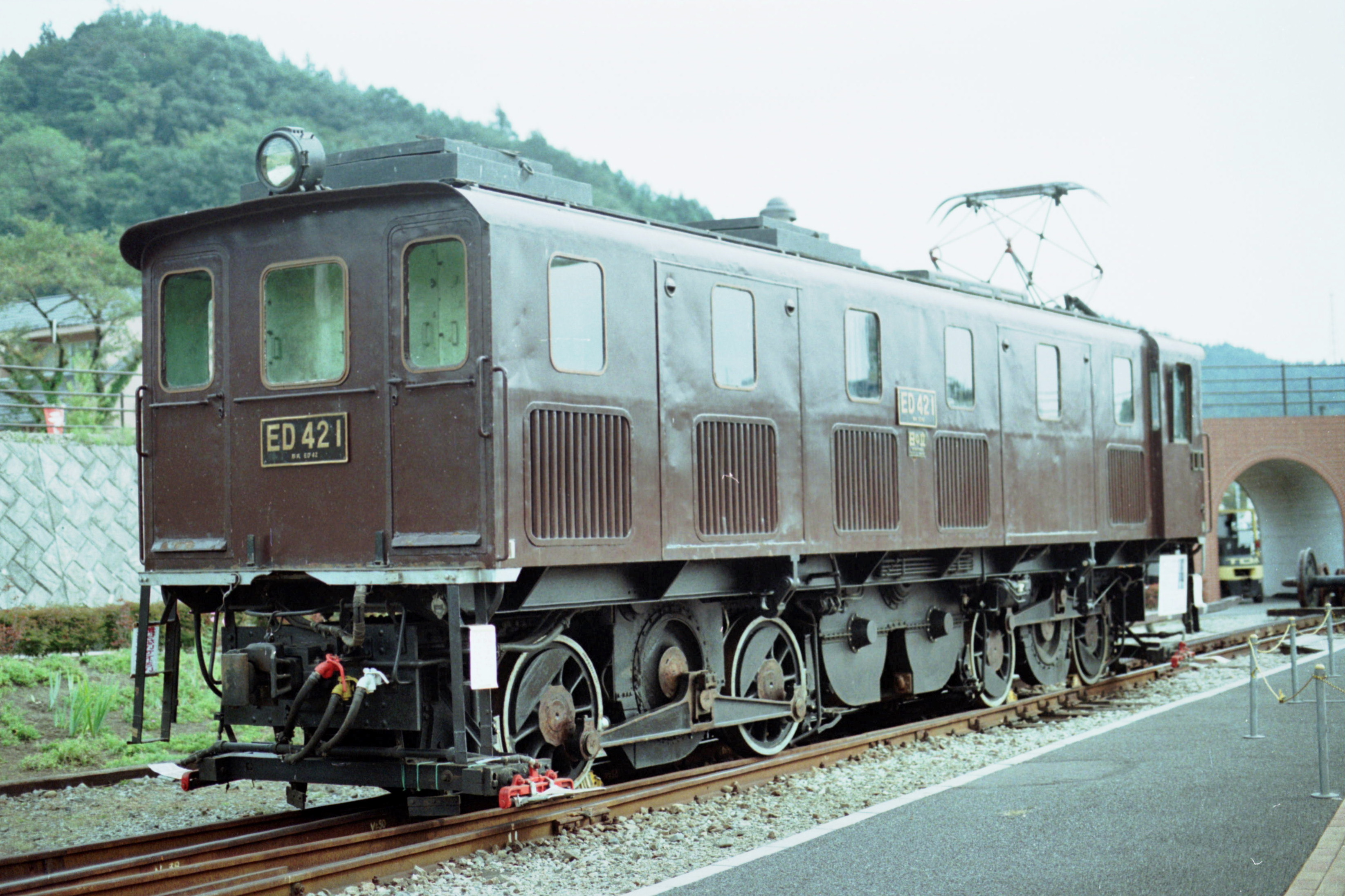
保存於碓冰峠鐵道文化村的ED42 1號機車

### 1號機車
ED42型1號機車是於1934年（昭和9年）首先製造的四輛試驗機中的一輛。在齒軌鐵路廢止後，該車就被移至横川機關區的機車庫內停放。1967年（昭和42年）10月14日被列為準鐵道記念物，並移至横川站內保存。1987年（昭和62年），為紀念碓冰線電氣化75周年，該車又被移至横川機關區及大宮工場內進行動態復原。動態復原後與YO3961型貨車一同停放在横川機關區內，後又於1997年（平成9年）移至先前展示過此車的横川站內。最終於1999年（平成11年）4月，1號機車移至碓冰峠鐵道文化村的鐵道展示館內靜態保存。

### 2號機車
保存於長野縣北佐久郡輕井澤町立東部小學校。